# جان اشتون (بازیکن فوتبال، زاده ۱۹۷۹)
جان اشتون (انگلیسی: Jon Ashton؛ زادهٔ ۴ اوت ۱۹۷۹) بازیکن فوتبال اهل بریتانیا است.
از باشگاه‌هایی که در آن بازی کرده‌است می‌توان به باشگاه فوتبال اکستر سیتی، باشگاه فوتبال دالیچ هملت، باشگاه فوتبال بودمین تاون، و باشگاه فوتبال پلیموث آرگیل اشاره کرد.